# Lokalax kyrka
Lokalax kyrka (finska: Lokalahden kirkko) är en historisk luthersk träkyrka i Lokalax i Nystad i det finländska landskapet Egentliga Finland. Kyrkan är ritad av Johan Öckert och färdigställd år 1763. Numera ägs kyrkan av Nystads församling.
Lokalax kyrka bildar en värdefull byggd kulturmiljö av riksintresse och är därmed skyddat enligt lag.

## Historia och arkitektur
År 1639 uppfördes en ny träkyrka på platsen för det gamla kapellet, som troligen hade förfallit. Förmodligen tillverkades den nuvarande predikstolen just för denna kyrka. Vid samma tid blev Lokalax för första gången en självständig kyrkoherdeförsamling. Denna självständighet varade dock endast till år 1691, då församlingen återigen blev en kapellförsamling under Vemo.
Den nuvarande Lokalax kyrka är en långkyrka i trä utan torn. Kyrkan har en tresidig valmad koravslutning och långsidornas sidobyggnader är både lägre och smalare än själva kyrkorummet. I norra gaveln finns sakristian, medan vapenhuset ligger i södra gaveln. Ingången är på västra sidan genom vapenhuset.
Kyrkosalen är enskeppig och dess innertak består av ett brädfodrat tunnvalv, under vilket ett äldre brädtak fortfarande finns bevarat. Lokalax kyrka har en yta på 280 kvadratmeter och det finns 400 sittplatser i kyrkan. Den har genomgått flera renoveringar, bland annat åren 1859–1869 enligt planer av Georg Theodor Chiewitz, samt ytterligare restaureringar 1894 och 1925. På 1950-talet restaurerades kyrkan under ledning av Totti Sora.
Kyrkans fasadmålning har förnyats flera gånger och har vid två tillfällen varit röd. År 1904 målades kyrkan grå, och senare fick den en grönaktig nyans. År 1926 var man tvungen att riva kyrkans spåntak, som då ersattes med ett plåttak. Sommaren 2006 genomfördes en utvändig renovering av kyrkan, och den återfick en av sina tidigare färgsättningar.

### Klockstapeln
Den fristående klockstapeln uppfördes ursprungligen på 1630-talet till en äldre kyrka och förnyades 1655. Den fick sin nuvarande form 1728, alltså före den nuvarande kyrkans tillkomst. Stapeln har en fyrkantig grundform som smalnar av uppåt och kröns av ett pyramidtak. Dess klockor är från åren 1691 och 1866.

## Inventarier
Vid Lokalax kyrkas altare finns ett krucifix från 1835. Själva altaret härstammar från 1700-talet.
Predikstolen tillverkades troligen för kyrkan som uppfördes år 1639. På dess sidopaneler har man i efterhand fäst träsniderier från 1600-talet föreställande Frälsaren, aposteln Petrus, aposteln Johannes samt en apostel som förblivit okänd då hans attribut saknas. Dessutom finns en skulptur från omkring år 1500 föreställande en helgonfigur, även den utan identifierande attribut. Det är möjligt att denna föreställer kyrkans medeltida skyddshelgon, den heliga Katarina.
Predikstolen togs ur bruk år 1768 men återinfördes år 1861. På dess sidopaneler finns en latinsk inskription som lyder: Om inte den som predikar först brinner, kan han inte tända den som lyssnar.
Altartavlan tros ha köpts år 1774 från Nystad för 200 daler. Efter renoveringen som utfördes åren 1859–1862 förvarades en annan altartavla i sakristian. Den nuvarande tavlan fästes på en ny duk eftersom den tidigare hade förvarats exempelvis i ett skjul. Under målningen syns en uppochnedvänd målning med samma tema, daterad till år 1651. Målningen, som föreställer nattvarden och verkar vara ett finskt arbete, placerades åter på sin ursprungliga plats år 2008.

## Kyrkogården

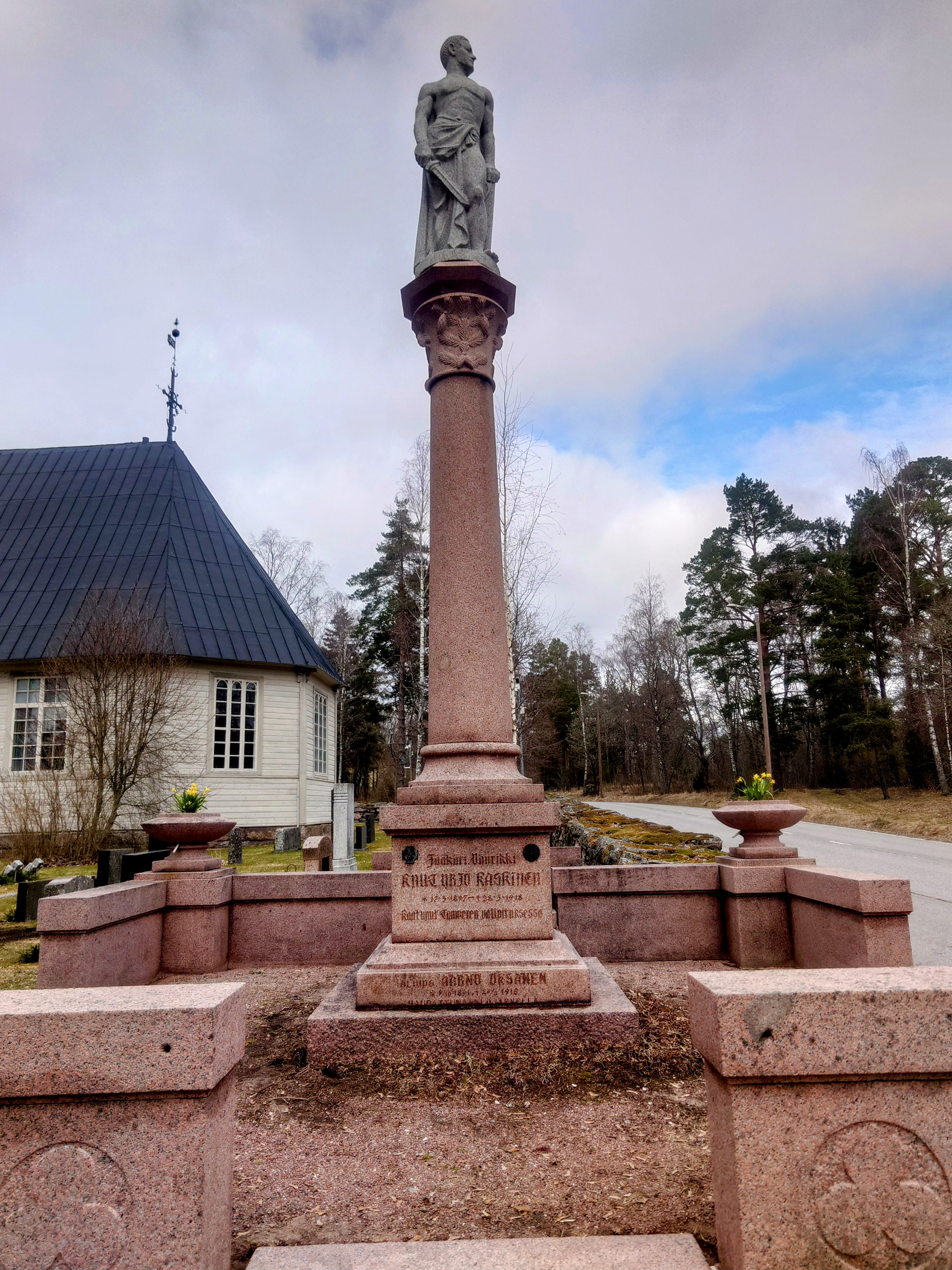
Minnesmärket över finska inbördeskriget.

På Lokalax kyrkogård bredvid kyrkan står ett hjältegravsmonument skapat av skulptören Jussi Vikainen. Där finns även ett minnesmärke över de som stupade i det finska inbördeskriget. Gravarna efter de som föll i slaget vid Lokalax den 17–18 september 1808 under finska kriget ligger mitt emot kyrkan på andra sidan vägen.
År 2024 avtäcktes ett minnesmärke över minister Ilkka Kanerva framför kyrkan. Monumentet, kallat Kohtaaminen ("Mötet"), är tillverkat av sten och stål och designat av skulptören Jarkko Roth från Vemo.